# 53-тя Премія мистецтв Пексан
53-тя Церемонія Премії мистецтв Пексан (кор. 제53회 백상예술대상) — відбулася в Сеулі (Зала D, COEX) 3 травня 2017 року. Транслювалася на телеканалі jTBC. Ведучими були Пак Чун Хун та Пе Сюзі.

## Номінанти та переможці
Повний список номінантів та переможців. Переможці виділені жирним шрифтом та подвійним хрестиком ().

### Кіно
| Тесан (Велика нагорода) - Пак Чхан Ук (режисер і співсценарист) — «Служниця» | |
| Найкращий фільм - «Крик» - «Секретний агент» - «Потяг до Пусана» - «Служниця» - «Асура: Місто божевілля» | Найкраща режисерська робота - Кім Чжі Ун — «Секретний агент» - Кім Сон Су — «Асура: Місто божевілля» - На Хон Джін — «Крик» - Пак Чхан Ук — «Служниця» - Хон Сан Су — «Вночі на пляжі наодинці» |
| Найкращий режисерський дебют - Йон Сан Хо — «Потяг до Пусана» - Юн Ка Ин — «Наш світ» - Лі Йо Соп — «Королева криміналу» - Лі Чу Йон — «Наїзник-одинак» - Лі Хьон Джу — «Наша історія кохання» | Найкращий сценарій - Юн Ка Ин — «Наш світ» - На Хон Джін — «Крик» - Лі Чі Мін, Пак Чон Де — «Секретний агент» - Пак Чхан Ук, Чон Се Ґьон — «Служниця» - Кім Сон Су — «Асура: Місто божевілля» |
| Найкраща чоловіча роль - Сон Кан Хо — «Секретний агент» як Лі Джон Чхуль - Квак До Вон — «Крик» як Чон Гу - Ю Хе Джін — «Щасливий ключ» як Чхве Хьон Ук - Лі Бьон Хон — «Майстер» як президент Чін - Ха Чон У — «Тунель» як Лі Чон Су | Найкраща жіноча роль - Сон Є Джін — «Остання принцеса» як принцеса Токхє - Кім Мін Хі — «Служниця» як Леді/Ідзумі Хідеко - Кім Хє Су — «Сімейність» як Ко Чу Йон - Юн Йо Джон — «Паккхас леді» як Со Йон - Хан Є Рі — «Найгірша жінка» як Ин Хі |
| Найкраща чоловіча роль другого плану - Кім Ий Сон — «Потяг до Пусана» як Йон Сок - Ма Тон Сок — «Потяг до Пусана» як Сан Хва - Пе Сон У — «Король» як Ян Тон Чхоль - Ом Тхе Ґу — «Секретний агент» як Хашімото - Чо Чін Ун — «Служниця» як Дядько Козукі | Найкраща жіноча роль другого плану - Кім Со Джін — «Король» як Ан Хі Йон - Ла Мі Ран — «Остання принцеса» як Пок Сун - Пе Ду На — «Тунель» як Се Хьон - Чхон У Хі — «Крик» як Му Мьон - Хан Чі Мін — «Секретний агент» як Йон Кє Сун |
| Найкращий акторський дебют (чоловіки) - Рю Чун Йоль — «Король» як Чхве Ту Іль - D.O. — «Мій надокучливий брат» як Ко Ту Йон - У То Хван — «Майстер» як чоловік зі вдягнутою бейсбольною кепкою задом наперед - Чі Чхан Ук — «Маніпулятивне місто» як Квон Ю - Хан Че Йон — «Нова справа» як Пек Чхоль Ґі | Найкращий акторський дебют (жінки) - Лі Сан Хі — «Наша історія кохання» як Юн Джу - Кім Тхе Рі — «Служниця» як служниця/Нам СукХі - Кім Хван Хі — «Крик» як Хьо Чжін - Ім Юна — «Конфіденційне завдання» як Пак Мін Йон - Чхве Су Ін — «Наш світ» як Сон |
| Нагорода за популярність (чоловіки) - D.O. — «Мій надокучливий брат» як Ко Ту Йон - Кан Ха Ниль — «Нова справа» як Чо Хьон У - Квак До Вон — «Крик» як Чон Гу - Кім Нам Ґіль — «Пандора» як Кан Че Хьок - Кім У Бін — «Майстер» як Пак Чан Ґун - Рю Чун Йоль — «Король» як Чхве Ту Іль - Ма Тон Сок — «Потяг до Пусана» як Сан Хва - Пе Сон У — «Король» як Ян Тон Чхоль - Сон Кан Хо — «Секретний агент» як Лі Джон Чхуль - Ха Чон У — «Тунель» як Лі Чон Су - Хьон Бін — «Конфіденційне завдання» як Ім Чхоль Рьон - Чінйон — «Бродяча коза» як Чо Мін Сік - Сюмінь — «Сондаль: Людина, яка продає річку» як Кьон І - Ю Хе Джін — «Щасливий ключ» як Чхве Хьон Ук - Лі Бьон Хон — «Майстер» як президент Чін - Чон У — «Нова справа» як Лі Чун Йон - Чон У Сон — «Король» як Хан Кан Сік - Чо Ін Сон — «Король» як Пк Тхе Су - Чі Чхан Ук — «Маніпулятивне місто» як Квон Ю - Хван Чон Мін — «Крик» як Іль Гван | Нагорода за популярність (жінки) - Ім Юна — «Конфіденційне завдання» як Пак Мін Йон - Ко А Ра — «Детектив фантом» як президентка Хван - Кім Мін Хі — «Служниця» як Леді/Ідзумі Хідеко - Кім Тхе Рі — «Служниця» як Пок Сун - Кім Хе Сук — «Служниця» як - Кім Хє Су — «Сімейність» як Ко Чу Йон - Кім Хван Хі — «Крик» як Хьо Чжін - Ла Мі Ран — «Остання принцеса» як Пок Сун - Пе Ду На — «Тунель» як Се Хьон - Со Є Чі — «Інший шлях» як Чон Вон - Сон Є Джін — «Остання принцеса» як принцеса Токхє - Су Е — «Вимкни 2» як Рі Чі Вон - Сім Ин Кьон — «Королева ходьби» як Ман Бок - Ан Со Хі — «Наїзник-одинак» як Чі На/Ю Чін А - Ом Чі Вон — «Зниклі» як Лі Чі Сон - Юн Йо Джон — «Паккхас леді» як Со Йон - Чон Ю Мі — «Потяг до Пусана» як Сон Кьон - Чхон У Хі — «Крик» як Му Мьон - Хан Є Рі — «Найгірша жінка» як Ин Хі - Хан Чі Мін — «Секретний агент» як Йон Кє Сун |

### Телебачення
| Тесан (Велика нагорода) - Кім Ин Сук (сценаристка) — «Гоблін» | Найкращий серіал - «Дорогі мої друзі» (tvN) - «W — Два світи» (MBC) - «Кохання в місячному сяйві» (KBS) - «Романтичний лікар, вчитель Кім» (SBS) - «Гоблін» (tvN) |
| Найкраща розважальна програма - «Мій маленький старий хлопчик» (SBS) - «Я живу один» (MBC) - «Покажи мені гроші 5» (Mnet) - «Знанні брати» (JTBC) - «Фантомний співак» (JTBC) | Найкраща освітня програма - «Битва язиків» (JTBC) - «Запитання без відповідей» (SBS) - «Докупрайм: Демократія» (EBS) - «Спеціальна програма KBS: Знання» (KBS) - «Імджинські війни 1592» (KBS) |
| Найкраща режисерська робота - Ю Ін Сік — «Романтичний лікар, вчитель Кім» - Сон Хьон Ук — «Інша міс О» - Лі Ин Бок — «Гоблін» - Чон Те Юн — «W — Два світи» - Хон Чон Чхан — «Дорогі мої друзі» | Найкращий сценарій - Но Хі Ґьон — «Дорогі мої друзі» - Кім Ин Сок — «Гоблін» - Кан Ин Ґьон — «Романтичний лікар, вчитель Кім» - Пак Хе Йон — «Інша міс О» - Сон Че Джон — «W — Два світи» |
| Найкраща чоловіча роль - Кон Ю — «Гоблін» як Кім Шін/Гоблін - Нам Кун Мін — «Шеф Кім» як Кім Сон Рьон - Пак Бо Гом — «Кохання в місячному сяйві» як Лі Йон - Чо Чон Сок — «Навіть не мрій» як Лі Хва Сін - Хан Сок Ґю — «Романтичний лікар, вчитель Кім» як Кім Са Бу/Бу Йон Джу | Найкраща жіноча роль - Со Хьон Джін — «Інша міс О» як О Хе Йон (просто/"그냥") - Кім Ко Ин — «Гоблін» як Чі Ин Тхак - Кім Ха Ниль — «На шляху до аеропорту» як Чхве Су А - Кім По Йон — «Сильна жінка То Бон Сун» як То Бон Сун - Пак Сін Хє — «Лікарі» як Ю Хє Джон |
| Найкращий акторський дебют (чоловіки) - Кім Мін Сок — «Лікарі» як Чхве Кан Су - Кон Мьон — «Пити в однині» як Чін Кон Мьон - Кім Мін Дже — «Романтичний лікар, вчитель Кім» як Пак Ин Тхак - Чі Су — «Сильна жінка То Бон Сун» як Ін Кук Ду - Чон Чін Йон — «Кохання в місячному сяйві» як Кім Юн Сон | Найкращий акторський дебют (жінки) - Лі Се Йон — «Джентльмен з ательє Вольґєсу» як Мін Хьо Вон - Кан Ха На — «Любителі місяця: Червоне серце Рьо» як принцеса Хванбо Йон Хва/королева Темок - Кон Син Йон — «Майстер помсти» як Кім Та Хе - Пан Мін А — «Красуня Кон Сім» як Кон Сім - Нана — «Хороша дружина» як Кім Дан |
| Найкращий учасник розважальної програми - Ян Се Хьон — «Коротке інтерв'ю» із Ян Се Хьоном - Кім Кук Джін — «Запальна молодь» - Кім Чон Мін — «2 дні і 1 ніч» - Пак Су Хон — «Мій маленький старий хлопчик» - Ю Мін Сан — «Концерт жартів» | Найкраща учасниця розважальної програми - Пак На Ре — «Я живу один» - Кім Сук — «Сестерський слем-данк» - Лі Су Джі — «Концерт жартів» - Чан То Йон — «Велика комедійна ліга» - Хон Юн Хва — «Люди шукають можливість посміятися» |
| Нагорода за популярність (чоловіки) - Пак Бо Гом — «Кохання в місячному сяйві» як Лі Йон - Кон Ю — «Гоблін» як Кім Шін/Гоблін - Юн Кє Сон — «Хороша дружина» як Со Чун Вон - Лі Дон Ук — «Гоблін» як Ван Йо/Похмурий жнець - Лі Мін Хо — «Легенда про синє море» як Хо Джун Дже/Кім Дам Рьон - Лі Чон Сок — «W — Два світи» як Кан Чхоль - Лі Джун Гі — «Любителі місяця: Червоне серце Рьо» як Ван Со - Чон Кьон Хо — «Зникла 9» як Со Чун О - Чо Чон Сок — «Навіть не мрій» як Лі Хва Сін - Бекхьон — «Любителі місяця: Червоне серце Рьо» як принц Ван Ин - Нам Чу Хьок — «Фея важкої атлетики Кім Бок Чжу» як Чон Чжун Хьон - Чо Чін Ун — «Антураж» як Кім Ин Ґап - Чі Су — «Невинний підсудний» як Пак Чон У - Чон Чін Йон — «Кохання в місячному сяйві» як Кім Юн Сон - Нам Кун Мін — «Шеф Кім» як Кім Сон Рьон - Ха Сок Чжин — «Пити в однині» як Чін Чон Сок (Чін Сан) - Ерік Мун — «Інша міс О» як Пак То Ґьон - Юк Сон Дже — «Гоблін» як Ю Док Хва - Пак Хьон Сік — «Сильна жінка То Бон Сун» як Ан Мін Хьок - Со Ін Гук — «Король шопінгу Луї» як Луї/Кан Чі Сон | Нагорода за популярність (жінки) - Кім Ю Чон — «Кохання в місячному сяйві» як Хон Ра Он/Хон Сам Ном - Кім Ха Ниль — «На шляху до аеропорту» як Чхве Су А - Нана — «Хороша дружина» як Кім Дан - Нам Чі Хьон — «Король шопінгу Луї» як Ко Бок Сіль - Пан Мін А — «Красуня Кон Сім» як Кон Сім - Кім По Йон — «Сильна жінка То Бон Сун» як То Бон Сун - Хан Хьо Джу — «W — Два світи» як О Йон Чу - Кон Син Йон — «Майстер помсти» як Кім Та Хе - Кон Хьо Джін — «Навіть не мрій» як Пхьо На Рі - Кім Ко Ин — «Гоблін» як Чі Ин Тхак - Со Хьон Джін — «Інша міс О» як О Хе Йон (просто/"그냥") - Ю Ін На — «Гоблін» як Санні/Кім Сон - Лі Се Йон — «Джентльмен з ательє Вольґєсу» як Мін Хьо Вон - Лі Йон Е — «Саїмдан, Мемуари про кольори» як Сін Саїмдан/Со Чі Юн - IU — «Любителі місяця: Червоне серце Рьо» як Го Ха Джін/Хе Су - Чон До Йон — «Хороша дружина» як Кім Хє Ґьон - Чон Чі Хьон — «Легенда про синє море» як Шім Чон/Се Хва - Пак Сін Хє — «Лікарі» як Ю Хє Джон - Пак Ха Сон — «Пити в однині» як Пак Ха На - Пак Хє Су — «Привіт, мої двадцять років!» як Ю Ин Дже |

### Особливі нагороди
| Нагороди                     | Отримувач   |
| ---------------------------- | ----------- |
| Нагорода за моду від InStyle | Кім Ха Ниль |
| Нагорода за досягнення       | Кім Йон Е   |